# シュヘリ・ミニナ群島
シュヘリ・ミニナ群島(ロシア語: Шхеры Минина)は、北極海の一部であるカラ海に位置するロシア連邦領の島嶼群である。行政上はクラスノヤルスク地方に属する。